# 6805 Abstracta
A 6805 Abstracta (ideiglenes jelöléssel 4600 P-L) a Naprendszer kisbolygóövében található aszteroida. Cornelis Johannes van Houten,  Ingrid van Houten-Groeneveld és Tom Gehrels fedezte fel 1960. szeptember 24-én.